# Ulrika Eleonora Lindström
Ulrika Eleonora Lindström, född 26 augusti 1835, död 15 februari 1892, var en svensk mejeriarbetare, som har blivit känd i historien som den innovatör som uppfann Västerbottensosten.

## Biografi
Ulrika Eleonora Lindström föddes 1835 i Lappvattnet utanför Burträsk. Hon föddes in i en fattig familj med många syskon, varför hon adopterades till ett barnlöst par, Magdalena Charlotta Markström och Zachris Larsson, som bodde i Skarviken. 
När hennes adoptivfar dog fick Ulrika Eleonora ärva 500 riksdaler, vilket var en ansenlig summa på den tiden. Hon arbetade då som piga och tog beslutet att utbilda sig för pengarna. Till Degeberg i Västergötland reste hon, där fanns det en mejeriskola. Efter ett års grundlig utbildning var hon en kunnig mejerska.
År 1869 reste hon tillbaka till Burträsk och fick snabbt arbete på Gammelbyns Mejeri. De första tre åren arbetade Ulrika Eleonora på mejeriet som piga, men fick sedan hon ta över ansvaret som mejerska. Året var 1872 när Ulrica Eleonora Lindström kom på den speciella metoden för att ysta en mer hållbar och smakrik ost. Genom upprepade uppvärmningar tillsammans med omrörning åstadkom hon en ost, som i jämförelse med Västgötaosten, höll betydligt bättre. 
Ulrika Eleonora dog i lunginflammation den 15 februari 1892, 56 år gammal.

### Skröna
Det finns en gammal traditionell skröna om hur Ulrika Eleonora Lindström uppfann Västerbottensosten. Enligt denna uppkom osten av en slump i slutet av 1872, när Lindström arbetade ensam i Gammelbyns mejeri i Burträsk. Hon var tvungen att avbryta arbetet med västgötaosten för andra sysslor; vissa rykten gör gällande att dessa sysslor skulle ha med kärlek att göra. Detta medförde att ostmassan svalnade och värmdes i flera omgångar och resultatet blev inte som det var tänkt. Trots misstaget blev osten välsmakande och gjorde snabbt succé runt om i landet.